# هماقيات
الهمَّاقيات هي فصيلة من الطيور الجواثم موطنها أستراليا وغينيا الجديدة. لها تاريخ تصنيفي معقد ويختلف المؤلفون المختلفون في الطيور التي يدرجونها في الفصيلة. أشهر أجناسه الهماق.